# Стъкловъглерод
Стъкловъглеродът е аморфен материал, една от формите на въглерода.
Стъкловъглеродът представлява неграфитизиран въглерод, който съчетава свойства на стъклото и керамиката с тези на графита. По-важните му характеристики са устойчивостта на високи температури, високата твърдост (7 по Моос), ниската плътност, ниското електрическо съпротивление, ниският коефициент на триене, ниското топлинно съпротивление, изключителната устойчивост на химични въздействия и непропускливостта на газове и течности. Използва се широко като материал за електроди в електрохимията, както и във високотемпературни пещи или като компонент на някои протезни устройства.